# Kündigung (deutsches Arbeitsrecht)
Die Kündigung im deutschen Arbeitsrecht ist das Gestaltungsgeschäft, das auf Beendigung eines Arbeitsverhältnisses gerichtet ist. Man unterscheidet die Kündigung eines auf unbestimmte Zeit eingegangenen Arbeitsverhältnisses ohne Geltendmachung eines gesetzlich vorgesehenen Grundes nach Ablauf der jeweils geltenden Kündigungsfrist (ordentliche Kündigung) von der fristlosen unter Berufung auf einen gesetzlich vorgesehenen Grund (außerordentliche Kündigung). Voraussetzung beider ist eine wirksame empfangsbedürftige Willenserklärung. 
Kündigungen von Arbeitsverhältnissen sind an besondere formelle Voraussetzungen gebunden und im Übrigen gesetzlich eingeschränkt.

## Inhalt und Form
Die Kündigung eines Arbeitsvertrages bedarf zu ihrer Wirksamkeit der Schriftform (§ 623 i. V. m. § 126 BGB). Dies bedeutet, dass die Kündigung vom Kündigenden bzw. einem gesetzlichen oder bevollmächtigten Vertreter eigenhändig unterschrieben sein muss. Eine bloße Paraphe reicht nicht aus. Wenn der Kündigende nicht selbst oder durch einen Vertreter unterschreibt, ist die Kündigung formunwirksam. Dies gilt etwa dann, wenn statt des Vertreters ein bloßer Bote unterschreibt. Die „im Auftrag“ unterschriebene Kündigung ist daher regelmäßig unwirksam, wenn nicht die Auslegung etwas anderes ergibt, so etwa nach Auffassung des Landesarbeitsgerichts Rheinland-Pfalz.
Ungeachtet dessen, ob die Kündigung seitens des Arbeitgebers oder Arbeitnehmers ausgestellt wird, müssen verschiedene formale Anforderungen erfüllt werden:
- vollständige Anschrift des Absenders sowie Empfängers
- Datum zur Wahrung der Kündigungsfrist
- für die Kündigung relevante Fristen

Durch die Angabe des Begriffs „Kündigung“ in der Betreffzeile wird das ausgestellte Schriftstück rechtlich bindend als Kündigung angesehen. Fehlt eine der aufgeführten Informationen, kann sie hingegen als rechtlich unwirksam beurteilt werden.
Als empfangsbedürftige Willenserklärung wird eine Kündigung erst wirksam, wenn sie dem Empfänger zugeht. Die im Zusammenhang mit der Kündigung bedeutsamen Fristen beginnen erst ab diesem Zugang zu laufen. Das Datum, das auf dem Kündigungsschreiben steht, ist dafür nicht maßgeblich. 
Wird die Kündigung durch einen Bevollmächtigten erklärt, ist sie unwirksam, falls die Vertretungsbefugnis nicht gleichzeitig mit einer Originalvollmacht nachgewiesen wird und der Gekündigte die Kündigung aus diesem Grund unverzüglich zurückweist. Das gilt nicht, wenn der Vollmachtgeber den Gekündigten von der Bevollmächtigung in Kenntnis gesetzt hatte (§ 174 BGB).
Der zu kündigende Arbeitnehmer soll im Kündigungsschreiben darauf hingewiesen werden, dass er sich spätestens drei Monate vor Beendigung des Arbeitsverhältnisses oder, wenn zwischen der Kenntnis des Beendigungszeitpunktes und der Beendigung des Arbeitsverhältnisses weniger als drei Monate liegen, innerhalb von drei Tagen nach Kenntnis des Beendigungszeitpunktes persönlich bei der Agentur für Arbeit arbeitsuchend melden muss und eigene Aktivitäten bei der Suche nach einer Arbeitsstelle erforderlich sind (§ 2 i. V. m. § 38 SGB III). Wirksamkeitsvoraussetzung der Kündigung ist dies aber nicht. Der Arbeitgeber ist verpflichtet, den Gekündigten zur Meldung bei der Agentur für Arbeit von der Arbeit unter Fortzahlung der Vergütung freizustellen (§ 2 SGB III i. V. m. § 616 BGB).
Eine Angabe der Kündigungsgründe im Kündigungsschreiben ist in aller Regel entbehrlich. Dies gilt nicht für die Kündigung einer Schwangeren (§ 17 Mutterschutzgesetz) und die Kündigung eines Berufsausbildungsverhältnisses nach Ablauf der Probezeit (§ 22 BBiG).

## Beurteilungszeitpunkt
Wie bei allen Gestaltungsrechten beurteilt sich die Wirksamkeit der Kündigung ausschließlich nach den Verhältnissen zum Zeitpunkt des Zugangs der Erklärung beim Empfänger. Auf einen nachträglichen Wegfall des Kündigungsgrundes kommt es nicht an. Umgekehrt können Kündigungsgründe, die erst nach Wirksamwerden der Kündigungserklärung entstanden sind, die bereits erklärte Kündigung nicht nachträglich rechtfertigen. Dass es auf einen nachträglichen Wegfall des Kündigungsgrundes nicht ankommen soll, wird in Rechtsgebieten, denen eine ausgeprägte soziale Komponente anhaftet, vielfach als nicht immer sachgerecht angesehen. Daher hat die Rechtsprechung auch im Arbeitsrecht Korrekturen vorgenommen: So bleibt die Kündigung zwar wirksam, für den Arbeitnehmer entsteht aber ein Wiedereinstellungsanspruch, wenn der Kündigungsgrund während der Kündigungsfrist nachträglich entfällt, z. B. weil ein beabsichtigter Arbeitsplatzabbau vom Arbeitgeber doch nicht umgesetzt wird.

## Kündigung durch den Arbeitnehmer
Ein Arbeitnehmer kann jederzeit ohne Angabe von Gründen sein Arbeitsverhältnis unter Einhaltung der Kündigungsfrist kündigen. Wenn nicht durch Arbeitsvertrag oder Tarifvertrag etwas anderes geregelt ist, beträgt die Kündigungsfrist für den Arbeitnehmer vier Wochen zum 15. oder zum Monatsletzten, § 622 Abs. 1 BGB. Während einer vereinbarten Probezeit beträgt sie zwei Wochen, § 622 Abs. 3 BGB.
In Tarifverträgen werden oft längere Kündigungsfristen vereinbart, die von der Länge der Betriebszugehörigkeit abhängen, so z. B. im öffentlichen Dienst in § 34 TVöD. Dort beträgt die Kündigungsfrist maximal sechs Monate zum Schluss eines Quartals bei mehr als zwölfjähriger Beschäftigungsdauer. Es können jedoch in Tarifverträgen auch kürzere als die gesetzlich vorgesehenen Fristen vereinbart werden.
Häufig versucht der Arbeitgeber, den kündigenden Arbeitnehmer vor Ablauf der Kündigungsfrist gegen Fortzahlung des Gehalts freizustellen und von der Arbeitsstätte auszuschließen. Mit einer solchen einseitigen Freistellung greift der Arbeitgeber jedoch in den Beschäftigungsanspruch des Arbeitnehmers ein. Das Bundesarbeitsgericht lässt eine einseitige Freistellung deshalb nur dann zu, wenn überwiegende und schutzwürdige Interessen des Arbeitgebers einer Weiterbeschäftigung entgegenstehen. Ein derart schutzwürdiges Interesse kann z. B. die Wahrung von Betriebs- und Geschäftsgeheimnissen sein, wenn der Arbeitnehmer zum Wettbewerber wechselt.
Auch die arbeitnehmerseitige Kündigung bedarf der Schriftform. Eine Kündigungsbestätigung durch den Arbeitgeber ist in keinem Fall erforderlich. Sofern der Arbeitgeber jedoch in einem Kündigungsschutzprozess den Zugang der arbeitnehmerseitigen Kündigungserklärung bestreitet, obliegt dem Arbeitnehmer die diesbezügliche Beweislast. Ein solcher Nachweis des Zugangs der Kündigungserklärung kann zum Beispiel durch eine Empfangsbestätigung erfolgen.
Der Arbeitgeber ist nach dem Ausscheiden des Arbeitnehmers aus dem Unternehmen verpflichtet, dem Arbeitnehmer eine Urlaubsbescheinigung, einen Ausdruck des elektronischen Lohnsteuernachweises und ggf. die Bescheinigung auszuhändigen, dass sein Gehalt in den letzten 3 Jahren vor dem Ausscheiden über der Beitragsbemessungsgrenze der gesetzlichen Krankenversicherung lag, ferner bei Beendigung des Arbeitsverhältnisses auf Verlangen ein Arbeitszeugnis.

### Öffentlich-rechtliche Dienstverhältnisse
Beschäftigte, die in einem öffentlich-rechtlichen Dienst- und Treueverhältnis stehen wie Beamte, Soldaten und Berufsrichter unterliegen nicht dem Arbeitsrecht. Sie können nicht kündigen; stattdessen haben sie die Möglichkeit, ihre Entlassung zu verlangen (vgl. § 33 BBG, § 23 Abs. 1 Nr. 4 BeamtStG, § 46 Abs. 3 SG, § 21 Abs. 2 Nr. 4 DRiG). Sie werden in der gesetzlichen Rentenversicherung nachversichert.
Während ein Berufssoldat jederzeit seine Entlassung beantragen kann, ist ein Soldat auf Zeit auf seinen Antrag hin nur zu entlassen, wenn das Verbleiben im Dienst für ihn eine besondere Härte bedeuten würde (§ 55 Abs. 3 SG). Soldaten auf Zeit sind grundsätzlich an die Dienstzeit, zu der sie sich freiwillig verpflichtet haben, gebunden. Eine häufige Methode von Soldaten auf Zeit, die dennoch früher entlassen werden möchten, ist das Stellen eines Antrags auf Kriegsdienstverweigerung (§ 2 KDVG). Hat dieser Erfolg, ist der Soldat auf Zeit zu entlassen (§ 55 Abs. 1 Nr. 1 i. V. m. § 46 Abs. 3 SG), wobei an die Antragsbegründung aufgrund der vorherigen freiwilligen Verpflichtung zum Dienst in den Streitkräften erhöhte Anforderungen gestellt werden. Der Soldat auf Zeit verliert grundsätzlich sämtliche Ansprüche auf Berufsförderung und Dienstzeitversorgung nach dem Soldatenversorgungsgesetz. Kosten für eine zivil verwertbare Ausbildung oder ein Studium hat er zu erstatten.

## Kündigung durch den Arbeitgeber
Der Arbeitgeber hat nicht nur die schriftliche Form (§ 623 BGB) sowie die jeweils geltende gesetzliche (BGB) bzw. arbeits- oder tarifvertragliche Frist der Kündigungserklärung einzuhalten, sondern muss in sehr vielen Fällen auch den allgemeinen oder besonderen Kündigungsschutz beachten. Im Übrigen darf eine Kündigung weder treuwidrig (§ 242 BGB) noch sittenwidrig (§ 138 BGB), keine Maßregelung und nicht diskriminierend sein. Auch eine Trotzkündigung ist unwirksam. Außerdem muss der Arbeitgeber den Betriebsrat oder Personalrat – falls vorhanden – vor dem Ausspruch der Kündigung ordnungsgemäß anhören (§ 102 BetrVG, § 79 BPersVG). In Sonderfällen bedarf er sogar der Zustimmung des Betriebsrates (§ 103 BetrVG).

### Allgemeiner Kündigungsschutz
Arbeitnehmer unterfallen dem Kündigungsschutzgesetz, wenn dieses auf ihr Arbeitsverhältnis Anwendung findet. Dazu müssen sie bei Zugang der Kündigungserklärung mindestens sechs Monate – in der Regel ohne Unterbrechung – in einem Arbeitsverhältnis mit dem kündigenden Arbeitgeber stehen (Wartezeit i. S. d. § 1 Abs. 1 KSchG), und der Betrieb muss die für die Geltung des Gesetzes notwendige Größe erreichen. Seit dem 1. Januar 2004 ist dies in Betrieben mit in der Regel mehr als zehn Arbeitnehmern der Fall. Es gilt eine Übergangsregelung für Arbeitnehmer, die schon vor dem 1. Januar 2004 bei dem Arbeitgeber beschäftigt waren, da die Grenze der sogenannten Kleinbetriebsklausel bis dahin bei fünf Arbeitnehmern lag.
Das Kündigungsschutzgesetz unterscheidet drei Gruppen von Gründen, die eine Kündigung sozial rechtfertigen können: betriebsbedingte, verhaltensbedingte und personenbedingte.

#### Betriebsbedingte Kündigung
Der Arbeitgeber kann betriebsbedingt kündigen, wenn er aufgrund seiner Unternehmerentscheidung beschlossen hat, Arbeitsplätze abzubauen oder seinen Betrieb ganz oder teilweise stillzulegen. Dies erfordert regelmäßig eine vorherige Sozialauswahl unter den vergleichbaren Arbeitnehmern. Durch Tarifvertrag oder Betriebsvereinbarung mit dem Betriebsrat eines Unternehmens werden insbesondere in Betrieben der Großindustrie, aber auch im öffentlichen Dienst, betriebsbedingte Kündigungen oft ausgeschlossen, zum Teil abhängig von einer Mindestbeschäftigungsdauer der jeweiligen Mitarbeiter.

#### Verhaltensbedingte Kündigung
Eine verhaltensbedingte Kündigung ist gerechtfertigt, wenn sich der Arbeitnehmer – in der Regel nach dem Erhalt einschlägiger Abmahnungen – weiterhin schuldhaft arbeitsvertragswidrig verhält (beispielsweise wiederholtes Zuspätkommen). Ein wichtiger Kündigungsgrund wurde in den vergangenen Jahren auch der Internetmissbrauch am Arbeitsplatz. Darunter versteht die arbeitsgerichtliche Rechtsprechung in der Regel gegen ein ausdrückliches Verbot wiederholt und beharrlich erfolgtes Internetsurfen zu privaten Zwecken mit Hilfe des beruflichen Internetzugangs. Belästigung anderer Beschäftigter (Stalking) kann ebenfalls ein Kündigungsgrund sein.
Da die verhaltensbedingte Kündigung regelmäßig eine 12-wöchige Sperrzeit bei Arbeitslosengeld I auslöst (die Arbeitsagenturen überprüfen üblicherweise nicht, ob die Kündigung tatsächlich rechtens ist), ist sie im Arbeitsgerichtsprozess häufig besonders umstritten. Die verhaltensbedingte Kündigung wird oft als außerordentliche Kündigung ausgesprochen (siehe weiter unten).

#### Personenbedingte Kündigung
Personenbedingte Gründe liegen in der Person des Arbeitnehmers, sie sind im Allgemeinen von ihm nicht steuerbar. Im Gegensatz zur verhaltensbedingten Kündigung ist deshalb eine vorherige Abmahnung nicht erforderlich.
Beispiele sind langandauernde Krankheit, häufige Kurzerkrankungen, Entzug des Führerscheins bei Kraftfahrern, Verlust der Arbeitserlaubnis bei Ausländern. Das LAG Rheinland-Pfalz befand in einem Urteil krankheitsbedingte Fehlzeiten, die über dem Durchschnitt des Betriebes liegen, aber eine Dauer von sechs Wochen pro Kalenderjahr nicht übersteigen, „noch nicht als kündigungsrelevant“.
Ob diese Arten von Gründen eine bestimmte Kündigung rechtfertigen, hängt aber von weiteren Umständen, insbesondere einer Interessenabwägung im Einzelfall, ab.
Das Bundesarbeitsgericht sah im Jahr 2011 die Verbüßung einer mehrjährigen Freiheitsstrafe als grundsätzlich geeignet, die ordentliche Kündigung des Arbeitsverhältnisses zu rechtfertigen. Haben die der strafgerichtlichen Verurteilung zugrunde liegenden Straftaten keinen Bezug zum Arbeitsverhältnis, kommt regelmäßig nur eine personenbedingte Kündigung in Betracht.
Aktives Eintreten für eine verfassungsfeindliche Partei oder deren Jugendorganisation kann die personenbedingte Kündigung eines im öffentlichen Dienst beschäftigten Arbeitnehmers begründen. Das gilt auch dann, wenn die Partei (bisher) nicht durch das Bundesverfassungsgericht für verfassungswidrig erklärt worden ist.

##### Krankheitsbedingte Kündigung
Eine Form der personenbedingten Kündigung ist die krankheitsbedingte Kündigung durch den Arbeitgeber. Diese Kündigung kann er auch zulässigerweise während der bestehenden, durch diese Krankheit verursachten Arbeitsunfähigkeit aussprechen.
Die Rechtsprechung unterscheidet zwischen folgenden Fällen, die eine Kündigung rechtfertigen können:
- häufige Kurzerkrankungen
- lang andauernde Erkrankung
- krankheitsbedingte dauernde Leistungsunfähigkeit
- völlige Ungewissheit der Wiederherstellung der Arbeitsfähigkeit
- krankheitsbedingte Leistungsminderung

Vier Voraussetzungen sind an eine krankheitsbedingte Kündigung geknüpft:
- Negative Gesundheitsprognose, d. h. die Besorgnis weiterer Erkrankungen im bisherigen Umfang
- Erhebliche Beeinträchtigung betrieblicher oder wirtschaftlicher Interessen, z. B. Betriebsablaufstörungen, Entgeltfortzahlungskosten usw.
- Fehlen eines milderen Mittels, mangelnde Weiterbeschäftigungsmöglichkeit
- Interessenabwägung; hier ist zu prüfen, ob die erheblichen Beeinträchtigungen ein solches Ausmaß erreicht haben, dass der Arbeitgeber die Belastung billigerweise nicht mehr hinnehmen muss.

Erst wenn diese vier Voraussetzungen vorliegen, ist eine krankheitsbedingte Kündigung wirksam.

### Widerspruch des Betriebsrates
Der Widerspruch des Betriebsrats gegen eine vom Arbeitgeber angekündigte, ordentliche Kündigung betrifft die Wirksamkeit der Kündigung selbst nicht. Hat der Betriebsrat einer Kündigung jedoch unter Berufung auf die Widerspruchsgründe des (§ 102 III BetrVG) ordnungsgemäß widersprochen, so muss nach erhobener Kündigungsschutzklage der Arbeitgeber den Arbeitnehmer auf sein Verlangen hin nach Ablauf der Kündigungsfrist bis zum rechtskräftigen Abschluss des Rechtsstreits bei unveränderten Arbeitsbedingungen weiterbeschäftigen (§ 102 BetrVG). Der Arbeitgeber ist jedoch von der Weiterbeschäftigungspflicht gegenüber dem Arbeitnehmer während des Kündigungsschutzprozesses zu entbinden, wenn dies für ihn eine unzumutbare wirtschaftliche Belastung darstellen würde.

### Einwendungen des Personalrates
Im öffentlichen Dienst ist der Personalrat nach Maßgabe des jeweiligen Personalvertretungsgesetzes zu beteiligen. Meist besteht ein Mitwirkungsrecht, d. h., der Personalrat kann gegen die Kündigung Einwendungen erheben; die Wirksamkeit der Kündigung berührt dies aber nicht. Entscheidend ist für die Rechtmäßigkeit der Kündigung ausschließlich, dass der Personalrat ordnungsgemäß beteiligt wurde. Wird dem Arbeitnehmer gekündigt, obwohl der Personalrat zulässige Einwendungen gegen die Kündigung erhoben hat, so ist dem Arbeitnehmer mit der Kündigung eine Abschrift der Stellungnahme des Personalrates zuzuleiten. Hat der Arbeitnehmer in diesem Fall nach dem Kündigungsschutzgesetz Klage auf Feststellung erhoben, dass das Arbeitsverhältnis durch die Kündigung nicht aufgelöst ist, so muss der Arbeitgeber auf Verlangen des Arbeitnehmers diesen nach Ablauf der Kündigungsfrist bis zum rechtskräftigen Abschluss des Rechtsstreits bei unveränderten Arbeitsbedingungen weiterbeschäftigen.

### Besonderer Kündigungsschutz
Sonderkündigungsschutz nach je eigenen Vorschriften genießen spezielle Gruppen von Arbeitnehmern, etwa Frauen während und zeitlich befristet nach der Schwangerschaft, Arbeitnehmer in Elternzeit oder während des Wehrdienstes, behinderte Menschen, Auszubildende, Betriebsratsmitglieder, tariflich unkündbare langjährige Arbeitnehmer usw. Entgegen einem verbreiteten Rechtsirrtum genießen erkrankte Arbeitnehmer keinen besonderen Kündigungsschutz.
Bei Schwerbehinderten und ihnen gleichgestellten Arbeitnehmern ist eine vorherige Zustimmung des Integrationsamtes nötig (§ 168 SGB IX). Die Schwerbehinderung oder Gleichstellung muss bei Zugang der Kündigung jedoch bereits anerkannt sein, oder der Antrag auf einen Schwerbehindertenausweis oder auf Gleichstellung muss mindestens drei Wochen vor Zugang der Kündigung gestellt sein.
Folgende Regelungen sind beispielsweise zu nennen:
- Personen in besonderer Situation:
  - Kündigung von Schwerbehinderten nur mit Zustimmung des Integrationsamtes, § 168 Neuntes Buch Sozialgesetzbuch (SGB IX); Hauptartikel: Besonderer Kündigungsschutz für schwerbehinderte Menschen
  - Verbot der Kündigung von werdenden Müttern bis vier Monate nach der Entbindung, § 17 MuSchG; Hauptartikel: Besonderer Kündigungsschutz für Mütter
  - Verbot der ordentlichen Kündigung von Auszubildenden nach Ende der Probezeit, § 22 Berufsbildungsgesetz (BBiG);
  - Verbot der ordentlichen Kündigung während der Elternzeit, § 18 BEEG sowie während der Pflegezeit, § 5 Pflegezeitgesetz
  - Verbot der ordentlichen Kündigung während der Ableistung von Wehr- oder Zivildienst, § 2 ArbPlSchG / § 78 ZDG;
- Personen in besonderer Funktion:
  - Verbot der ordentlichen Kündigung von Betriebsratsmitgliedern, Wahlvorstandsmitgliedern und Wahlbewerbern zum Betriebsrat (§ 15 KSchG), außerordentliche Kündigung nur mit Zustimmung des Betriebsrats (§ 103 BetrVG). Wie das Bundesarbeitsgericht 2014 bestätigte, bedeutet der Kündigungsschutz für Betriebsratsmitglieder nicht, dass ein befristeter Arbeitsvertrag zwingend verlängert werden müsse: Einem Betriebsratsmitglied mit befristetem Vertrag darf zwar ein Folgevertrag nicht deswegen verweigert werden, weil er im Betriebsrat tätig ist, die Beweislast für eine solche nach § 78 BetrVG unzulässige Benachteiligung liegt allerdings bei dem Betriebsratsmitglied.[15]
  - Verbot der ordentlichen Kündigung von Personalratsmitgliedern, Wahlvorstandsmitgliedern und Wahlbewerbern hierzu (jeweiliges Personalvertretungsgesetz)
  - Verbot der ordentlichen Kündigung von Mitgliedern von Jugend- und Auszubildendenvertretungen (nach Betriebsverfassungs- bzw. Personalvertretungsrecht)
  - Verbot der ordentlichen Kündigung von Schwerbehindertenvertretern § 179 SGB IX
  - Verbot der ordentlichen Kündigung von Datenschutzbeauftragten § 4f Abs. 3 BDSG

## Außerordentliche Kündigung
Eine außerordentliche Kündigung kann das Arbeitsverhältnis ohne Einhaltung einer Kündigungsfrist beenden, § 626 BGB. Sie ist zulässig, wenn der Kündigende einen wichtigen Grund für die Kündigung hat, der die Fortsetzung des Arbeitsverhältnisses bis zum Ablauf der Kündigungsfrist unzumutbar macht, zum Beispiel der Verdacht eines die Kündigung rechtfertigenden vertragswidrigen Verhaltens besteht.
Meist handelt es sich um eine verhaltensbedingte Kündigung. Ein solcher Grund für eine fristlose Kündigung kann bestehen nach einer Straftat im Betrieb (z. B. Diebstahls auch von geringwertigen Sachen, siehe Bienenstichfall, Untreue, Körperverletzung), bei Arbeitsverweigerung, grober Beleidigung, gravierendem Vertrauensbruch wie einem Arbeitszeitbetrug, Verletzung der Arbeitsschutzbestimmungen oder Nichtzahlung erheblicher Lohnrückstände, nicht bei Alkoholabhängigkeit (hier käme ggf. eine personenbedingte, ordentliche Kündigung in Betracht).
Die außerordentliche Kündigung kann auch mit einer sozialen Auslauffrist ausgesprochen werden; das ist insbesondere bei betriebsbedingten Kündigungen von ordentlich unkündbaren Arbeitnehmern geboten, z. B. bei einer Betriebsschließung. Eine Sonderform bei Wegfall des Arbeitsplatzes ist die sog. Orlando-Kündigung.
Die außerordentliche Kündigung muss innerhalb von 14 Tagen nach Bekanntwerden des Kündigungsgrundes ausgesprochen werden. Andernfalls ist die Kündigung unwirksam. Der Grund für die fristlose Kündigung muss im Kündigungsschreiben nicht angegeben werden, der Kündigende muss dem Gekündigten aber auf Verlangen den Kündigungsgrund unverzüglich schriftlich mitteilen.
Auch bei außerordentlichen Kündigungen ist der Betriebsrat bzw. Personalrat ordnungsgemäß anzuhören.

## Verdachtskündigung
Eine Verdachtskündigung ist eine besondere Form der personenbedingten Kündigung. Sie kann außerordentlich oder ordentlich erfolgen. Sie ist, so das Bundesarbeitsgericht, „dann zulässig, wenn sich starke Verdachtsmomente auf objektive Tatsachen gründen, die als Verdachtsmomente geeignet sind, das für die Fortsetzung des Arbeitsverhältnisses erforderliche Vertrauen zu zerstören“. Der Arbeitgeber muss vor ihrem Ausspruch alle zumutbaren Anstrengungen unternommen haben, um den Sachverhalt aufzuklären, insbesondere muss er dem Arbeitnehmer Gelegenheit gegeben haben, Stellung zu nehmen.
Stellt sich während des Laufs der Kündigungsfrist die Unschuld des gekündigten Arbeitnehmers heraus, so hat er Anspruch auf Wiedereinstellung.

## Materielle Präklusion
Wird eine Kündigung nicht innerhalb von drei Wochen ab Zugang durch eine Klage beim Arbeitsgericht angegriffen, gilt sie als wirksam. Diese Fiktion des Kündigungsschutzgesetzes gilt seit 1. Januar 2004 für alle Kündigungen und alle Unwirksamkeitsgründe (mit Ausnahme des Schriftformmangels), muss also in jedem Fall eingehalten werden. Das galt nicht für die Nichteinhaltung der geltenden Kündigungsfrist (Kündigungsfristen im Arbeitsrecht); mit dem Urteil des Bundesarbeitsgerichts vom 1. September 2010 wurde diese Rechtsprechung geändert.

## Abfindung
Die Zahlung einer Abfindung im Zusammenhang mit einer Kündigung ist nach deutschem Recht nur in wenigen und seltenen Ausnahmefällen gesetzlich vorgesehen (§§ 1a, 9 und 10 KSchG). Ein Abfindungsanspruch nach § 1a KSchG setzt voraus, dass der Arbeitgeber mit der Kündigung das Angebot unterbreitet, eine Abfindung zu zahlen, wenn der Arbeitnehmer nicht gegen die Kündigung klagt. Die Höhe des gesetzlichen Abfindungsanspruchs aus § 1a KSchG beträgt 1/2 Monatsverdienste für jedes Jahr des Bestehens des Arbeitsverhältnisses.
Die §§ 9 und 10 KSchG sehen für Ausnahmefälle die Festsetzung einer Abfindung durch das Gericht auf Antrag einer Partei vor, wenn die Kündigung zwar unwirksam ist, aus sonstigen Gründen aber die Auflösung des Arbeitsverhältnisses geboten ist. Die Abfindung beträgt hier bis zu 12 Bruttomonatsverdiensten, bei älteren Arbeitnehmern bis zu 15 oder 18 Monatsverdiensten.
In aller Regel ist aber eine Abfindungszahlung das Ergebnis von Vergleichsverhandlungen der Parteien. Die Höhe freiwilliger oder ausnahmsweise gerichtlich festgelegter Abfindungen kann äußerst unterschiedlich ausfallen; als Faustregel kann aber von 1/2 Monatsgehältern pro Beschäftigungsjahr ausgegangen werden. Abhängig ist dies insbesondere davon, ob eine Kündigung durch den Arbeitgeber besonders gut oder eher schlecht begründet werden kann, aber auch von den jeweiligen wirtschaftlichen Verhältnissen der Parteien. Ob es sich um eine außerordentliche oder eine ordentliche Kündigung handelt, macht keinen zwingenden Unterschied, kann aber das Verhandlungsergebnis beeinflussen.
Die Abfindung ist wie Arbeitseinkommen zu versteuern, allerdings gemäß §§ 24 und 34 EStG mit gemilderter Progression (Fünftelregelung).
Sozialversicherungsbeiträge fallen jedoch nicht an, weshalb es auch für den Arbeitgeber günstiger ist, anstelle strittigen Bruttolohnes eine Abfindung zu akzeptieren. Die Beitragspflicht darf aber nicht dadurch umgangen werden, dass Lohnansprüche in Abfindungen umdeklariert werden.

## Unterschied zur Entlassung
Die Kündigung ist nach der deutschen arbeitsgerichtlichen Rechtsprechung von der Entlassung des Arbeitnehmers zu unterscheiden. Die Kündigungserklärung ist die rechtsgeschäftliche Handlung, die auf die (rechtliche) Beendigung des Arbeitsverhältnisses zielt, mit der Entlassung wird dagegen im deutschen Arbeitsrecht lediglich der rein tatsächliche Vorgang des Ausscheidens eines Arbeitnehmers aus dem Betrieb beschrieben. Der Unterschied spielt einerseits bei bestimmten sozialversicherungsrechtlichen Konsequenzen des Ausscheidens (Sperre/Ruhen des Arbeitslosengeldanspruches) eine Rolle; andererseits sind bei Massenentlassungen die Entlassungen zuvor der Arbeitsagentur anzuzeigen.
Nach der Entscheidung des Europäischen Gerichtshofs (EuGH) vom 27. Januar 2005 ist dieses Verständnis des Begriffes der Entlassung im Bereich der Massenentlassungsanzeige aber problematisch geworden. Der EuGH versteht unter dem Begriff der Entlassung, wie er auch in der entsprechenden europäischen Massenentlassungsrichtlinie gebraucht wird, den Vorgang des Ausspruchs der Kündigung.